# پاتاگوسور
پاتاگوسور (نام علمی: Patagosaurus) نام یک سرده از شاخه طنابداران است.